# Grúa 82

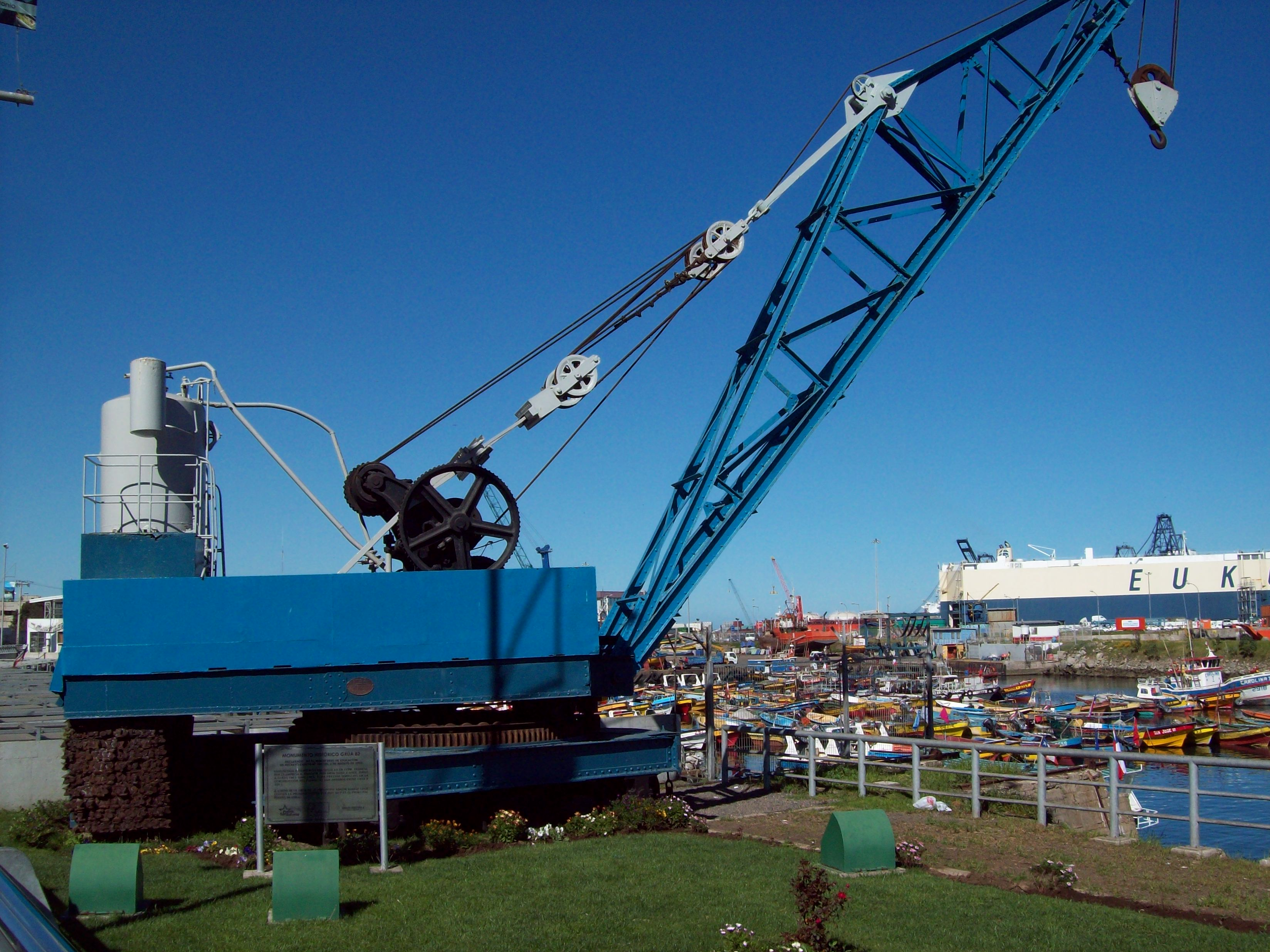
Grúa 82

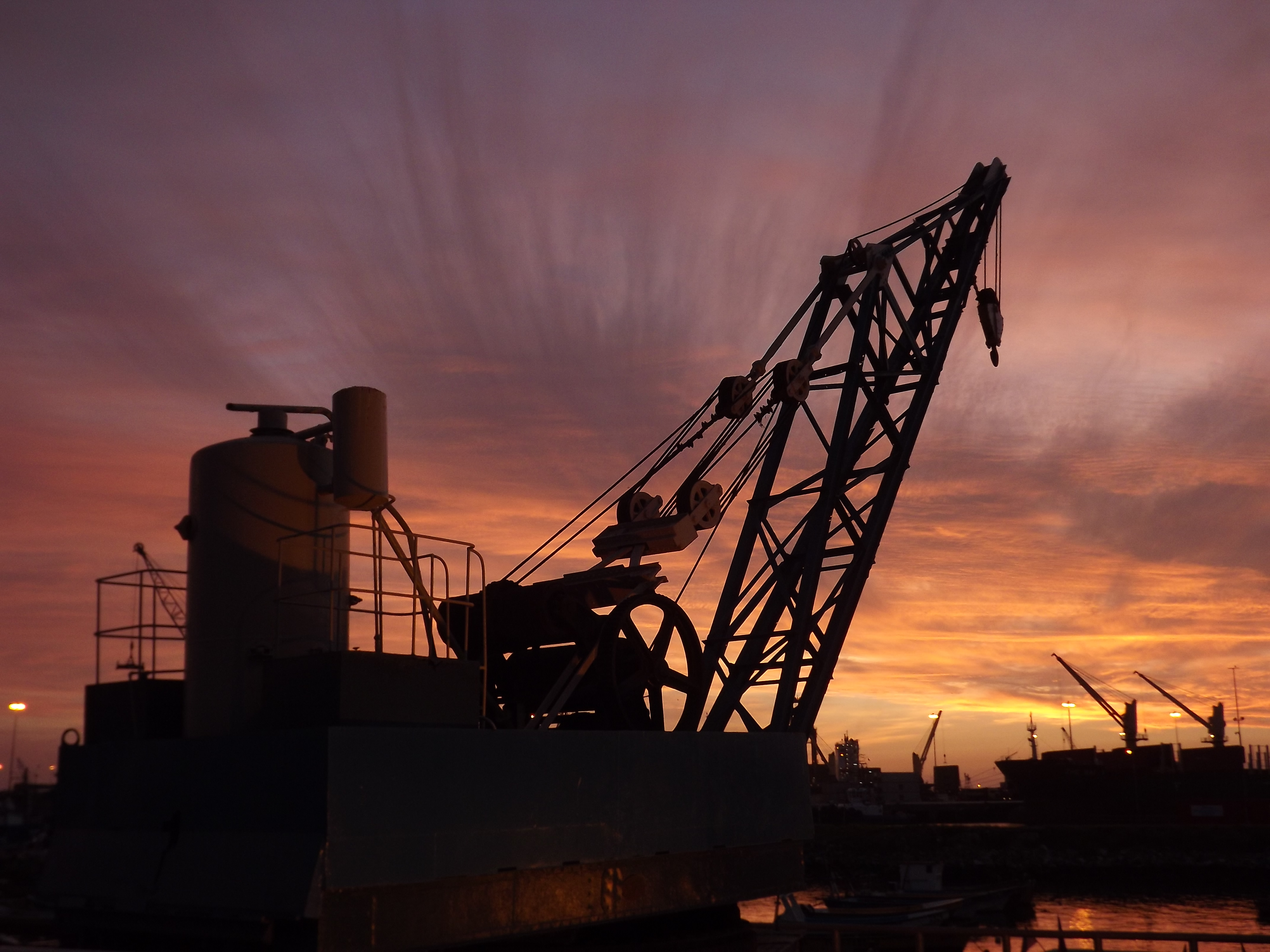
Die Grúa 82 in der Dämmerung

Grúa 82 [ˈgɾu.ä o̞ˈʧe̞nt̪ä i ðo̞s̺], spanisch für ‚Kran 82‘, ist ein Hafenkran in der chilenischen Hafenstadt San Antonio. Der 1995 zum Monumento Histórico erklärte Kran ist der älteste in Betrieb stehende des Landes.

## Geschichte
Die Geschichte der Grúa 82 ist eng mit der Geschichte des Hafens von San Antonio verknüpft. Konstruiert wurde sie 1911 in Lyon durch das Werk A. Pinguely und noch im selben Jahr nach Chile transportiert. Bei den Bauarbeiten zum Hafen von San Antonio wurden am 5. Mai 1912 mittels der Grúa 82 im Beisein des damaligen Präsidenten Ramón Barros Luco die ersten Steine verlegt. In weiterer Folge wurde der Hafenkran bei der Errichtung der Panul-Mole eingesetzt. 1945 wurde sie in den Süden der Promenade Paseo Bellamar versetzt, wo sie fortan dem Hochziehen und Ins-Wasser-Lassen von Fischerbooten diente. 1962 wurde die Grúa 82 von der Cooperativa de Pescadores de San Antonio erworben. 1967 kam es zur Explosion ihres Heizkessels, der 1990 durch einen ähnlichen ersetzt wurde.
1995 wurde die Grúa 82 mittels des Decreto Exento 465 zum ersten und bislang einzigen nationalen Monument in San Antonio ernannt (Denkmalnummer: 00638_MH_05601). 2009 wurde der Hafenkran durch die Empresa Portuaria de San Antonio renoviert, ein Sicherheitsgeländer und eine Gedenktafel angebracht sowie ein Beleuchtungssystem installiert.
Die Bezeichnung Grúa 82 leitet sich von der Inventarnummer des Krans während der Bauarbeiten am Hafen in den Jahren 1912 bis 1918 ab.

## Beschreibung
Die Grúa 82 wurde aus Stahl angefertigt und von einem dampferzeugenden Kohleheizkessel angetrieben. Bei einem Verbrauch von 60 kg Kohle pro Stunde konnte die Grúa 82 Lasten von bis zu 22 t heben. Ursprünglich wurden Ketten zum Heben der Lasten verwendet, diese wurden jedoch aus Sicherheitsgründen durch Stahlseile ersetzt. War der Kran ursprünglich mobil – durch einen Motor konnten zwei der sechs Räder des Krans angetrieben und der Kran so auf Schienen bewegt werden – ist er heute fest am Boden verankert.